# Frank Geerk
Frank Geerk (* 17. Januar 1946 in Kiel; † 7. Februar 2008 in Basel) war ein deutscher Schriftsteller. Bekannt wurde Geerk als Dichter, Dramatiker und Prosaist, aber auch im Bereich der Malerei.

## Leben
Der vor allem durch Dichtung bekannt gewordene Künstler wuchs in Weil am Rhein auf und arbeitete seit 1966 in Basel. Schon während seines Studiums (Philosophie und Psychologie) veröffentlichte er literarische Werke. Im Jahr 1976 heiratete er Irena Brežná. Aus der Ehe ging der Sohn Jan Geerk hervor. 1980 verbrachte er als Gastprofessor für deutsche Literatur an der Universität Austin eine Zeit in Texas, worüber er 1984 das Buch Herz der Überlebenden veröffentlichte. Im Werk des Schriftstellers lassen sich häufig autobiografische Parallelen zu Geerks eigenem Schicksal feststellen; so verarbeitete er in Tag der Gewalt z. B. auch seine Nachkriegs-Kindheit in einer grenznahen Kleinstadt. Immer wieder verarbeitet er eigene Erfahrungen in seinen Werken und hilft dem Leser, die Konfrontation mit dem eigenen Schicksal (wie z. B. dem Tod) leichter zu verarbeiten.
1988 wurde Geerk mit dem Preis der Welti-Stiftung für das Drama für sein Stück Der Genetiker ausgezeichnet.

## Werke

### Drama
- Schwärmer – 1976
- König Hohn – 1978
- Der Reichstagsbrand – 1983
- Der Genetiker – 1989
- Paracelsus – 1991
- Die siebte Feindfahrt – 1995

### Romane
- Gewitterbäume – 1968
- Herz der Überlebenden – 1984
- Das Ende des grünen Traums – 1987
- Die Rosen des Diktators – 1990
- Tag der Gewalt – 1995
- Das Liebesleben des Papstes – 1997

### Prosa
- Vergiss nicht, die Liebe zu töten. Liebesgeschichten – 1982
- Herz der Überlebenden. Roman – 1984
- Indianischer Widerstand – 1985
- Die Räumung – 1988
- Die siebte Feindfahrt – 1995
- Kongress der Weltweisen – 1995
- Die Geburt der Zukunft – 1996
- Paracelsus, Arzt unserer Zeit – 1992
- Wortmedizin – 2001
- Die welt ist das Auge des Sehers – 2003

### Lyrik
- Kneipenlieder – 1974
- Notwehr – 1975
- Prosa. Gedichte – 1979
- Zorn und Zärtlichkeit. Gedichte – 1981
- Handbuch für Lebenswillige. Gedichte – 1983
- Lob des Menschen – 1986
- Vom Licht der Krankheit – 2000
- Von Wunden und Wundern – 2003
- Das Buch Dominika – 2006